# Amp MTV
Amp foi um programa da MTV Brasil responsável por exibir videoclipes de música eletrônica, inspirado no programa Amp, transmitido pela MTV americana. O programa estreou em 6 de março de 1998 e exibia videoclipes clássicos e novidades da cena eletrônica. Desde o começo foi um dos poucos programa de videoclipes da emissora a não ter um VJ apresentando. A direção do programa era feita por Erika Brandão. O programa foi extinto no dia 24 de dezembro de 2005 e incorporado ao MTV Lab.

## Exibição
- Sexta-feira às 00h
- Reapresentação: Sábado às 9h30min

## Álbuns
O programa lançou álbuns em formato compilação com músicas de diversos estilos de música eletrônica.
- Amp MTV Electrobreaks
- Amp MTV House